# Ferreira Gomes
Ferreira Gomes är en kommun i Brasilien.   Den ligger i delstaten Amapá, i den norra delen av landet, 1 900 km norr om huvudstaden Brasília. Antalet invånare är 5 772.
I omgivningarna runt Ferreira Gomes växer i huvudsak städsegrön lövskog. Trakten runt Ferreira Gomes är nära nog obefolkad, med mindre än två invånare per kvadratkilometer.